# Гонцов Артур Владиславович
Арту́р Владисла́вович Гонцо́в — старший сержант Збройних сил України, учасник російсько-української війни.

## З життєпису
З червня 2014-го й станом на жовтень 2015-го — навідник танкового взводу, 17-та танкова бригада. Неодноразово брав участь у бойових зіткненнях, де виявив хоробрість та професіоналізм.

## Нагороди
За особисту мужність, сумлінне та бездоганне служіння Українському народові, зразкове виконання військового обов'язку відзначений — нагороджений
- 10 жовтня 2015 року — орденом «За мужність» III ступеня.